# Henrik Jensen
Henrik Jensen (11 januari 1985) is een Deens voetbaltrainer. Hij is sinds juni 2024 assistent-trainer bij het Engelse Burnley FC.

## Carrière
Jensen stopte op 18-jarige leeftijd al met voetballen, om zich te richten op het trainersvak. De Deen werkte als assistent en jeugdtrainer bij verschillende clubs in zijn thuisland en Zweden. In 2023 zette hij zijn eerste stappen als hoofdtrainer bij Kalmar FF. Daar tekende hij eind december een tweejarig contract. Jensen was bij Kalmar de opvolger van de naar Malmö FF vertrokken Henrik Rydström.
In zijn eerste seizoen als hoofdtrainer in Zweden leidde Jensen Kalmar FF naar de zesde plaats in de Allsvenskan. Het tweede seizoen verliep een stuk moeizamer. Halverwege het seizoen stond Kalmar op de voorlaatste plek. Tijdens de zomerstop kreeg Jensen de kans om bij Burnley aan de slag te gaan. Op 20 juni 2024 maakte de Engelse club bekend dat het de Deense oefenmeester had vastgelegd als assistent-trainer.